# Hesher (мини-альбом)
Hesher. — демоальбом канадской рок-группы Nickelback, вышедший в 1996 году.

## Об альбоме
В Hesher вошло не много песен, но все они были написаны лично Nickelback, а значит пришёл конец каверам. Раскруткой группы занимался вокалист, гитарист Чед Крюгер, который в один из периодов своей жизни работал в рекламном отделе спортивного журнала, опыт обретенный во время этой работы помог ему. Nickelback долгое время ходили и звонили по радиостанциям с просьбами выдать их в эфир, позже благодаря флешмоб-голосованию друзей, им удалось добиться частого появления в эфире местных радиостанций. Кроме того ребята отправилась в нонстоп турне по Канаде, выступая в маленьких провинциальных клубах в попытке обратить на себя внимание.
После издания 10000 копий выпуск альбома был закончен, для записи полноформатного альбома. В связи с малым тиражом альбома сейчас он является востребованным у коллекционеров.
На просьбу Nickelback выпустить в эфир радио песни, музыкантам добродушно отвечали: «Hey, sure!» ("Да, конечно!). Но эти обещания не выполнялись, что выводило Майка Крюгера из себя. И в конечном итоге он назвал альбом «Hesher» (от слов «Hey, sure!»).
Материал на альбоме характеризуется большим разнообразием, от мягкого рока («Fly», «In Front of Me», «Truck», «DC»), до тяжелого оформленного в стиле альтернативный метал («Where?», "Window Shopper ","Left").
Вокалист Чад Крегер в интервью часто выражал неприязнь к альбому. В одном из них он заявил, что альбом был «просто ужасным».
Четыре песни были переизданы в 1996 году в следующем альбоме Nickelback — Curb. «Where?» и «Left» были перезаписаны, в то же время оригинальные версии «Window Shopper» и «Fly» были также включены.

## Список композиций
Все тексты написаны Чадом Крюгером, вся музыка написана Nickelback.
| №                   | Название            | Длительность |
| ------------------- | ------------------- | ------------ |
| 1.                  | «Where?»            | 4:27         |
| 2.                  | «Window Shopper»    | 3:42         |
| 3.                  | «Fly»               | 2:53         |
| 4.                  | «Truck»             | 3:51         |
| 5.                  | «Left»              | 4:03         |
| 6.                  | «In Front Of Me»    | 5:32         |
| 7.                  | «D.C.»              | 4:46         |
| Общая длительность: | Общая длительность: | 27:53        |